# 最上級護衛艦

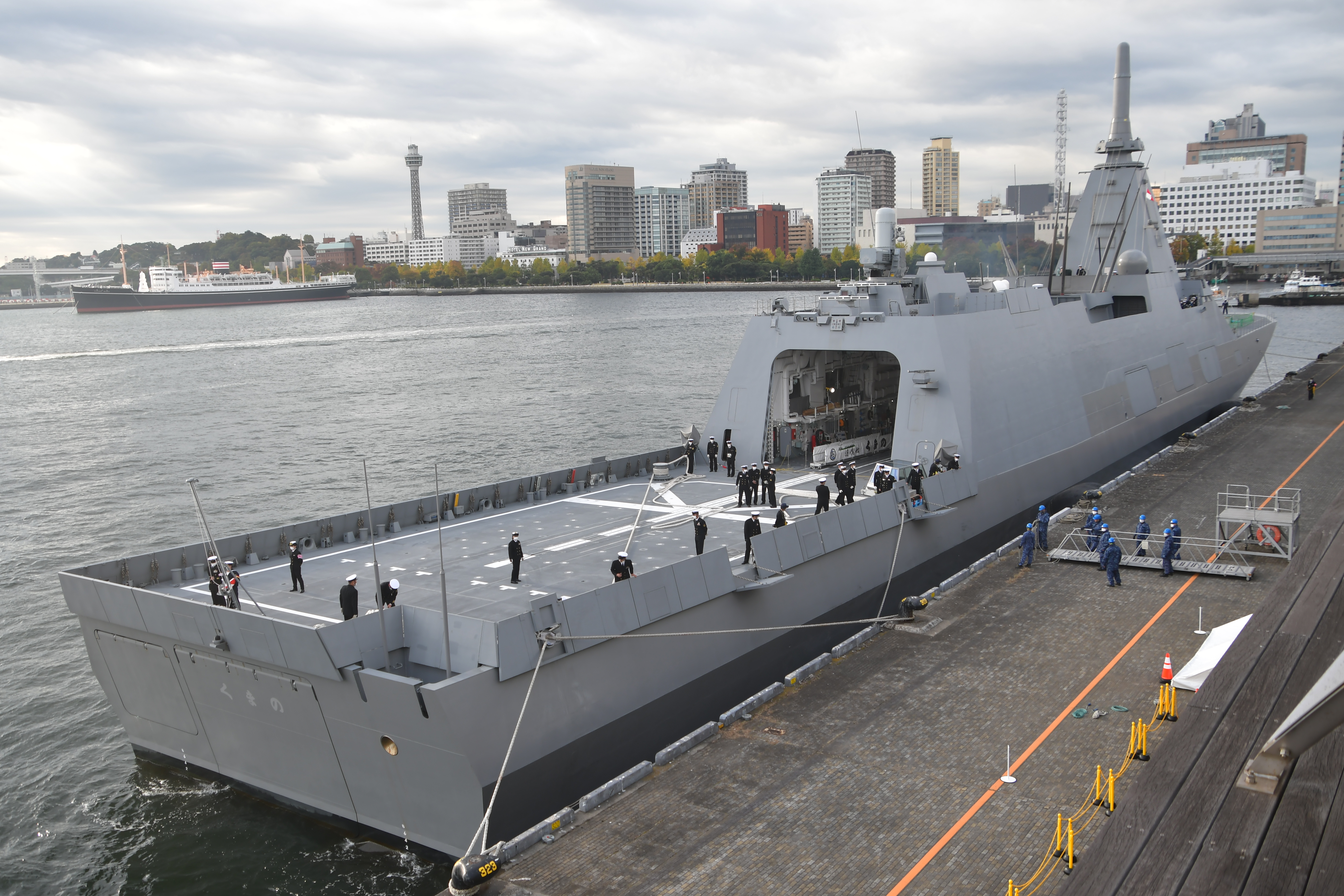
從右後側觀察停泊在橫濱港大棧橋國際客船航廈旁的熊野號(FFM-2)，攝於2022年11月

最上級護衛艦（日语：もがみ型護衛艦，30FFM），是日本海上自衛隊建造的護衛艦。相較過往艦型，此新型護衛艦較小而精緻，講求多功能作戰能力以及掃雷機能。艦種記號FFM分別代表巡防艦 (FF，Frigate) 及其多功能兼掃雷作戰的設計用途 (M) 。這也是海上自衛隊自楠型護衛艦（原美國海軍塔科馬級巡防艦)於1972年除役半世紀後再次出現的以巡防艦為艦級代號的護衛艦。
2022年12月日本政府發布新的防衛力整備計劃後，決定本級護衛艦將從22艘縮減至12艘，縮減之數量將用於建造同級的次代艦，並於2023年1月開始對外募集基於最上級改款的新一型FFM之設計提案。2025年該新型艦艇獲得澳洲宣布採用，成為日本解除裝備出口限制後，戰後最大筆的對外軍售，預定將會在日本生產3艘與澳洲本土建造，並且與盟友合作之外，也補足日本三菱方面欠缺武器出口經驗的情況，首艦預定將在2029年交付。
另外本級首艦「最上」依據平成30年度計劃建造，然而因施工中事故原因延遲於2021年3月3日下水，2022年4月28日交艦，因此不論下水或成軍皆晚於二號艦「熊野」。

## 历史

### 概念的提出和最终研发
新型护卫舰的概念可追溯到 2005 年日本海上幕僚监部委托日本防卫装备制造商协会编写的“下一代防卫舰（DD）研究报告”。 该研究以美国海军的濒海战斗舰（LCS）为参照，重点关注高速度和降点成本。但结果确并不令满意，相较最初的方案，不仅船舰性能的下降了，还使得成本超支。 其中一个原因是，仅根据研究时的现有设备提出了估算要求，这导致了随后对下一代驱逐舰的一系列研究和开发。
2013年12月，这种新型驱逐舰的概念在日本國家安全保障會議第25期《防卫计划大纲》正式披露，不属于护航编队群的护航分队（所谓“10个护航小队”和“两位数护卫小队”）的护航舰数量从 5 艘增加到 6 艘，以应对情报收集和警戒监视任务的增加， 护卫舰的总数量将从 47 艘增加到 54 艘，由于在此期间预计将有 4 艘过时的护卫舰退役，因此计划采用 "既能提高应对各种任务的能力，又具有紧凑型船体的新型护卫舰 "来弥补这一不足，以实现护卫舰数量的增加。 此时，它们被称为 "多功能护卫舰（DEX）"，并被理解为现有 DE 的后继者。
在此期间，许多提案正在被考虑，例如2014年，发布了一张CG图，作为具有有限防空和反水面能力的轻型武装DE(X)。 随后，所需性能的粗略轮廓将在 2015 财年末确定，时间表也已公布，计划于 2018 财年开始施工。 此时，它被称为“3000吨级未来驱逐舰”，其型号代码是“DX”，而不是DD或DE。 此外，随着螺旋模型的引入，考虑在建设之初仅安装最少量的设备，然后逐步扩大基线2和基线3的单元化设备。

### 招标建造
为了建造这艘驱逐舰，尝试了一种新的采购方式，即来自企业经营者的提案竞争。 2017年2月，防卫装备厅宣布公开征集提案，共有3家公司提交了提案：日本海洋联合公司、三井E&S控股（后来的三井E&S造船公司，现在属于三菱重工）和三菱重工。 3家公司均通过了第一阶段评价，第二阶段评价结果显示，8月，评价最高的三菱重工被选为主承包商，亚军三井造船、被选定为分包商，并于2月份宣布签订合同。
首批两艘船在三菱重工长崎造船厂（长崎县长崎市）和三井E&S控股造船厂（现三菱重工海事系统）（冈山县玉野市）建造，将于3月至4月期间交付2022。（参见“同型艦”）。
该舰的建造始于日本防卫省第26个中期防卫计划，并在2014年防衛白書的“说明”一栏中以“新型护卫舰”的名称出现。 随后，防卫装备厅等机构将其称为“新型护卫舰”，第31次中期防卫计划将其称为“新型护卫舰”，由于首舰的建造在30财年预算中获得批准，因此通常将其称为30FFM。是自1972年3月，从美国租借的最后一艘 “拓洲” 级驱逐舰（原美国海军 "塔科马 "级护卫舰）"卡亚 "号（原 "圣佩德罗 "号）从护航登记册中除名以来，这是半个世纪以来首次在海上自卫队中部署被列为巡防艦(FF)的舰艇。

### 船型代码
2018年4月3日，日本海上幕僚监部决定该船型的船型代码为“FFM”。 除了其他国家类似尺寸舰艇的“FF（巡防艦）”称号外，新船的称号还将包括水雷的“Mine”和“Multi- Purpose”的“M”，即多用途多功能。于是决定给它船型代码增加一个“M”。

## 设计

### 船体

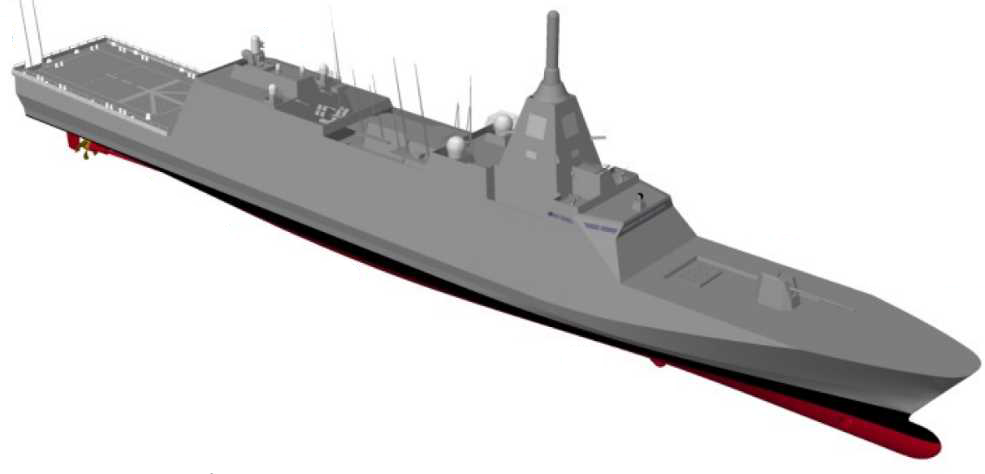
2017年8月日本防卫装备厅公布的三菱重工拟定最上级图像CG

日本防卫装备厅的公开招募要求这艘船既要“提高其处理各种任务的能力，又要使船体更加紧凑”。 如上所述，2015年处于“定性研究”阶段时，被称为“3000吨模型”，但最终变成了“3900吨模型”，尺寸增大了30%左右。
在下一代驱逐舰（DD）的最早研究中，三体船型就被提上了台面，但经过多方考虑，最终采用了常规的单体船型。 船体形状据说是长艏楼型。 为了减少雷达散射截面（RCS），主船体和上层建筑都是倾斜的，因此折角线从前甲板开始，一直延伸到飞行甲板下方的后端。 与之前的型号相比，上甲板的布局发生了很大变化，与前甲板上的浮锚相关的设备和索具被放置在船内而不是露天，上层建筑延伸到左舷和右舷两侧。由此，原先设置在上层甲板的裸露通道被废除。
根据日本防衛計畫大綱30期公布，该模型计划引入乘员系统。日本防卫省公布的一张图片显示，三艘驱逐舰上分配了四名船员，船上三名船员，一名船员休息，从而缩短了检查和维修期之外的停泊时间，该计划旨在提高舰艇的运营效率。虽然由于指挥困难以及每艘舰艇的装备差异较小，人们对是否能够保持满功率存在疑问，但为了有效收集信息并进行预警和监视，增加了舰艇数量。灰色地带，从确保安全的角度来看，被评价为有效。
在传统驱逐舰上，高管在军官宿舍就餐，高级士官在士官长办公室（CPO）就餐，但在这种模式下，由于节省劳动力，所有餐点都在军官食堂就餐，就成了这样。 另外，在传统的驱逐舰厨房中，包括煮饭在内的大部分烹饪都是使用蒸汽完成的，但这种型号取消了辅助锅炉，而且驱逐舰也不使用燃气锅炉来防止火灾，因此全部都是电动的。

### 动力机构
在这一概念的最初阶段，该舰被称为DE(X)，采用喷水推进器，航速可达40节，或许是考虑到美国海军的自由级濒海战斗舰（LCS）。然而假设海外派遣执行反海盗任务，在燃油效率方面很难实现这一点，在为DX制定所需性能大纲时，速度设定为30节，这大约是作为传统的DD一样。
该模型采用CODAG方式。这被认为是为了降低油耗，并且还有使发动机部分更加紧凑的优点。它配备两台MAN集團的12V28/33D STC 柴油发动机作为低速机，一台劳斯莱斯MT30燃气轮机发动机作为加速机。
由于这种配置，一台燃气涡轮发动机的输出功率也可通过减速箱分配给两个推进装置，但为这种装置制造减速箱是很困难的，部分原因是柴油发动机和燃气涡轮发动机的速度差别很大， 因此川崎重工起初推销CODOG系统，但当得知一家海外制造商也计划因采用 CODAG 系统而获得减速箱订单时，川崎重工反悔了，并赢得了引进自己产品的机会。
推进装置是传统的变桨距螺旋桨。川崎重工赢得了上述减速机订单，川崎重工赢得了上述减速齿轮的订单，但却错过了这种可控桨距螺旋桨的订单，而此前川崎重工一直垄断着驱逐舰的订单。
另外，为了减少机组人员数量，发动机是无人值守的（M零），并且没有发动机控制室，因此可以从CIC启动和停止发动机，以及增加和减少速度等操作可以从桥上执行。 此外，通过将用于冷却柴油发动机的淡水输送至水发生器，可以利用废热，从而提高燃油效率。

## 装备
如前所述，最终的“DX”研究阶段也曾考虑过一种“基线”的方案，即先建造只配备最基本设备的舰艇，然后在后续的舰艇中逐步增加模块化设备。虽然各种报告对不同基线上的设备配置有不同的说法，而且官方公告也没有提到“基线”这个词，但可以推测，但至少2018年有两艘船会携带一些设备，而其余部分设备将会在以后补装。

### C4ISR
该型号上安装的船舰操作系统、船舰维护管理系统、内部和外部通信系统、指挥控制系统、各种武器系统和其他系统将采用开放式结构（OA），并将以纳入标准化网络系统的形式进行配置，信息处理子系统 OYX-1-29 作为终端安装。 这是出云级（22DDH）及以后的驱逐舰和潜艇上使用的标准系统。
作战情报中心（CIC）有 14 个控制台分布在四周，一面巨大的视频墙几乎将 CIC 围绕成一整个圆周（不含开口处）。CIC 集成了传统驱逐舰和反潜战舰上的声纳室和反水雷战舱室的功能，所以控制台的数量比以前多了。此外，还有两个中央协作台和一个跟踪记录仪（DRT），以及四个指挥官、巡逻队长和其他人员的控制台。
对应于 Link 22 作为战术数据链。其通信天线是一个柱状的NORA-50条形复合通信天线，安装在舰桥的顶部。这种复合天线也叫做“集成桅杆”或者 UNICORN（UNIted COnbined Radio aNtenna，独角兽），它的外形比传统的网格或棱柱形天线更加简洁，能够降低无线电波的反射。每个系统都放置在一个圆柱形的模块里，以防止无线电的干扰，桅杆的底部有一个接口，可以把电线连接到船体上，这样在发生故障的时候，可以方便地更换备件和进行定期维护。
主传感器是X波段OPY-2多功能雷达。 这是一种基于 OPY-1 和 OPS-48潜望镜探测雷达整合而成的组合雷达，以 2015 年的“新型驱逐舰雷达系统的研究”为基础，负责从目标搜索、探测和跟踪到火炮射控在内的所有工作。除此之外，还安装了由可移动式传感器和固定式传感器组成的 OAX-3 光电复合传感器，作为电光传感器，也可用于火炮控制。复合通信天线下方六个高灵敏度固定传感器摄像机，这些摄像机捕获的图像可以从各个方向投影到视频墙上，从而可以通过 CIC 操作舰艇。

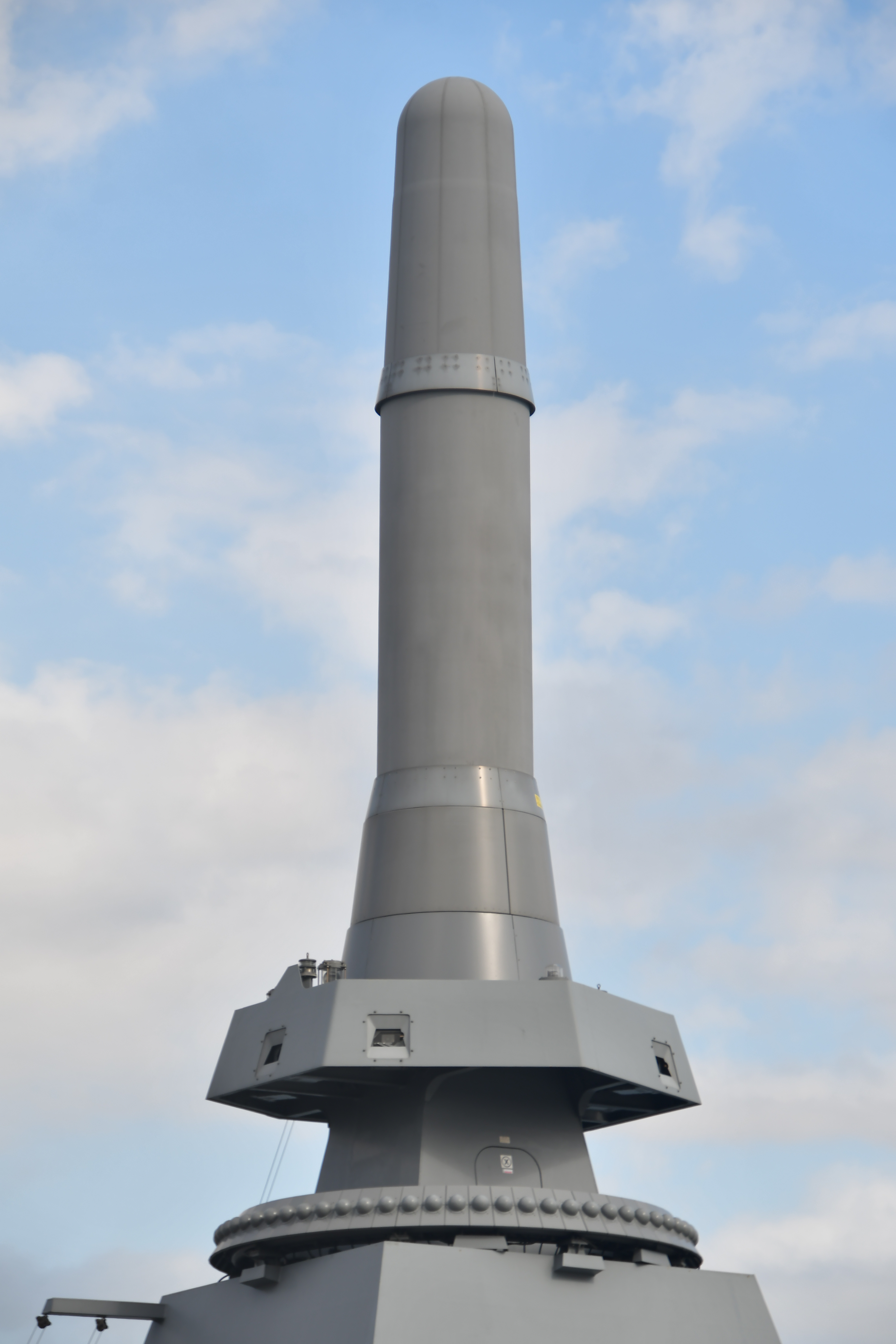
NORA-50 复合天线
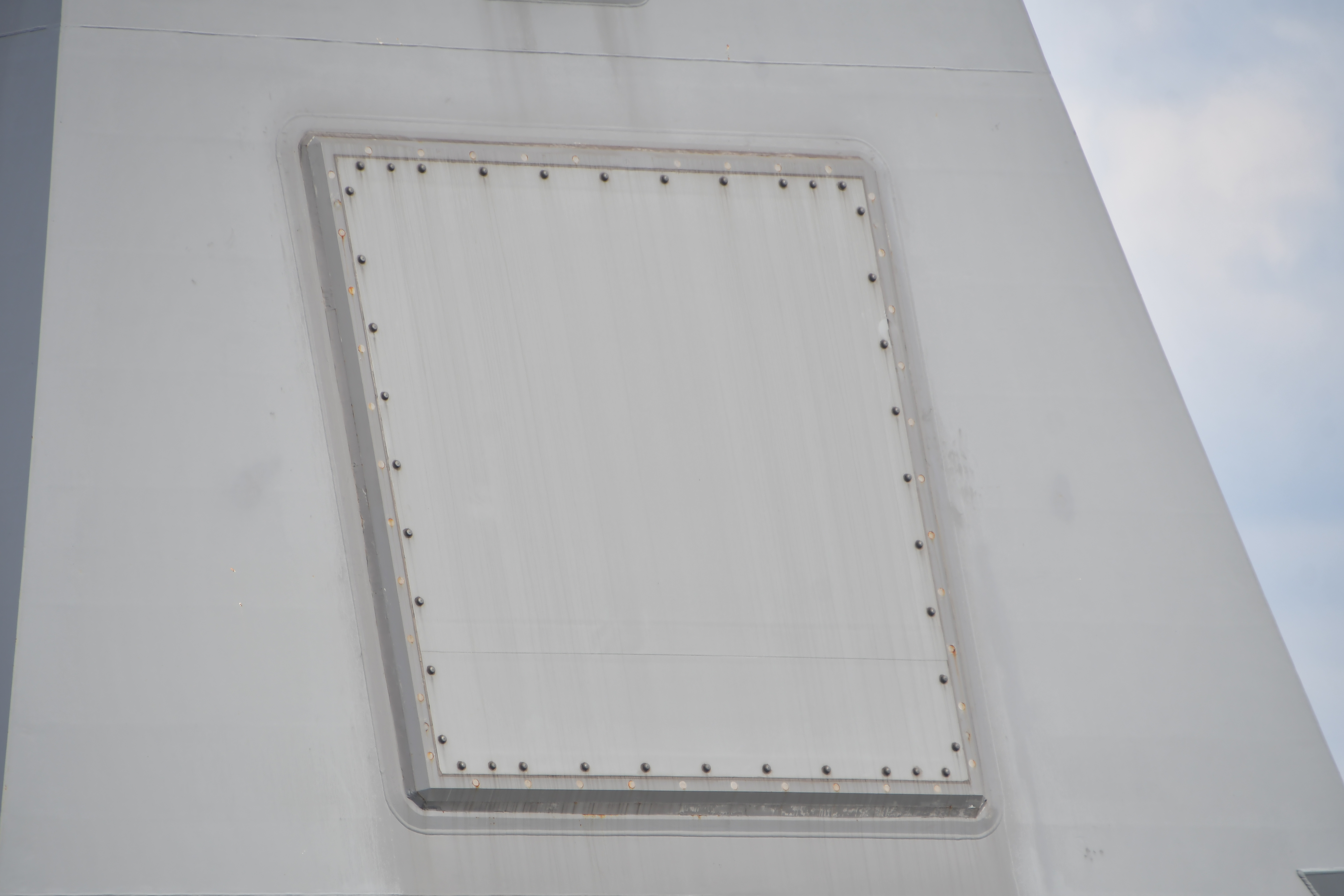
OPY-2 多功能雷达
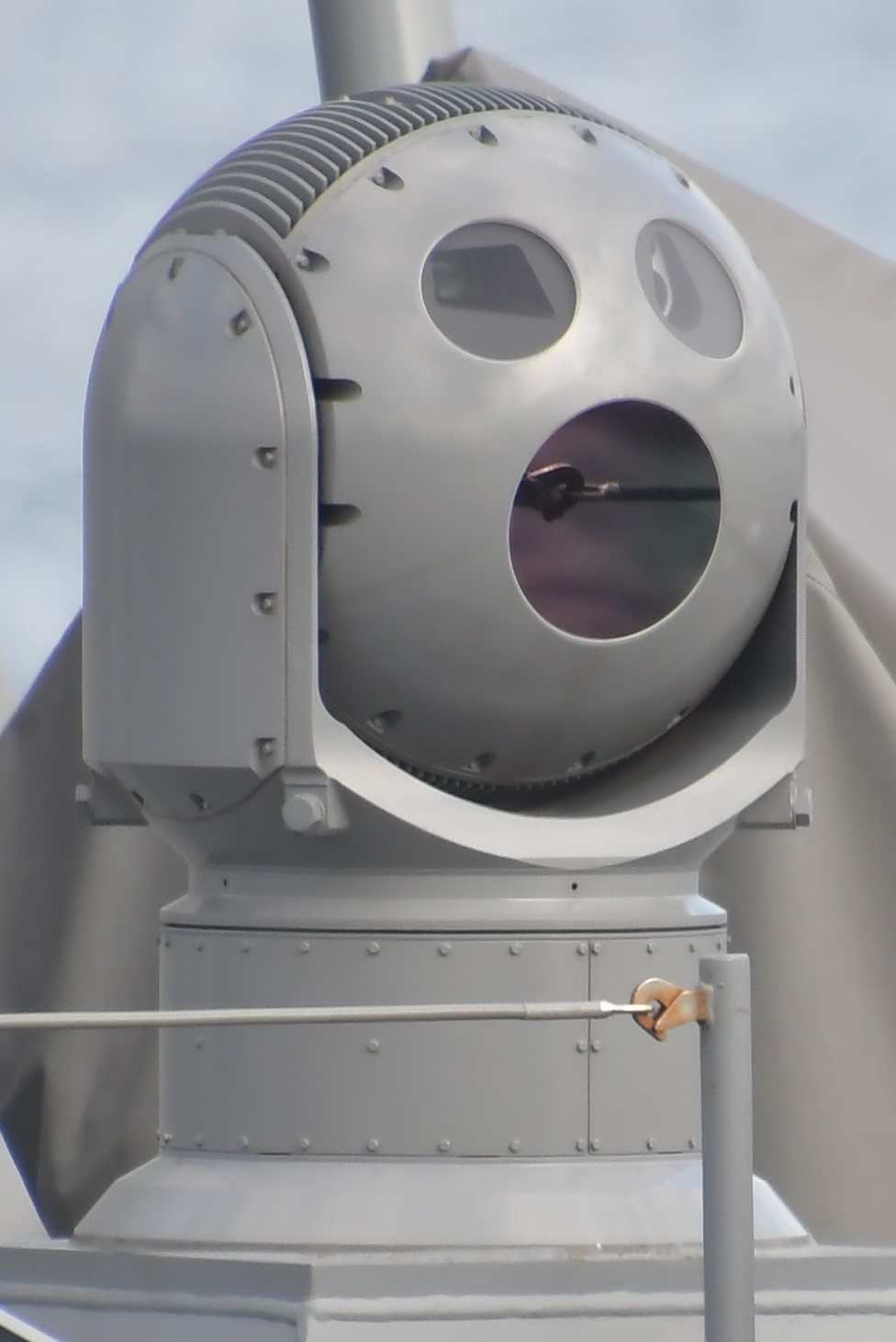
OAX-3 移动传感器
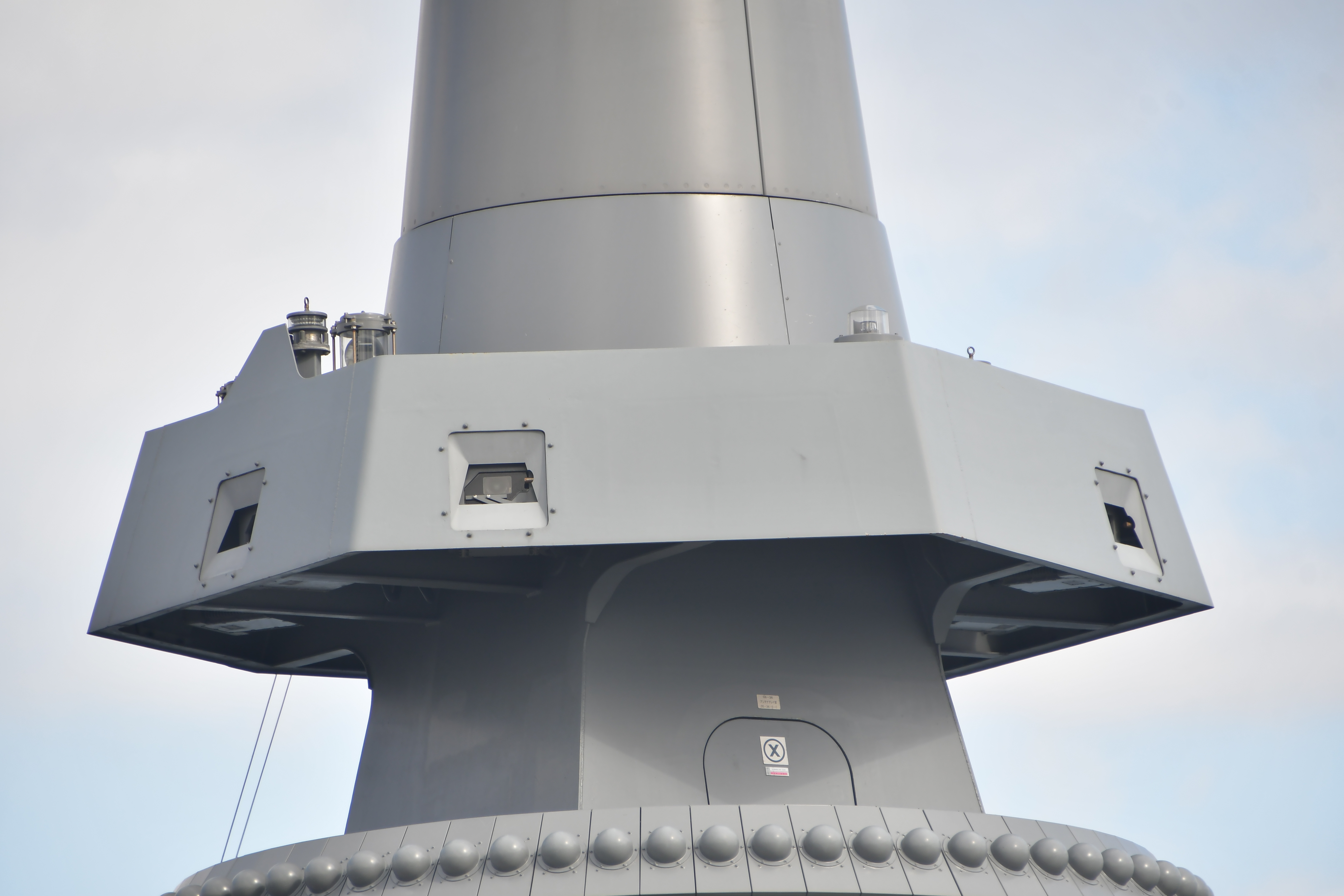
OAX-3 固定传感器

### 防空和反水面舰艇
防空武器方面，配备了SeaRAM近防空导弹系统和2具八单元Mark 41垂直发射系统。 一门62倍徑5英寸炮（127 毫米单管舰炮）也可作为防空武器，其火控由OPY-2多功能雷达担任。
至于反舰武器，除了一门62倍徑5英寸舰炮外，还将携带两具四联装的17式反舰导弹（SSM-2）发射装置。 该舰预计将配备一套舰对舰导弹舰载系统（SSMS-3）作为舰载攻击控制系统。 此外，还将配备两座日本制钢所开发的国产水面舰艇用12.7毫米机枪（遙控武器系統）。
此外，随着“基线”计划的出台，最终形态“基线3”将配备垂直导弹发射装置（VLS）、新型远程反舰防空导弹（A-SAM）和新型反舰导弹，也被认为可以赋予它们使用弹药的能力，并作为HUK/SAG先遣部队部署在主力前方数十海里处，承担进攻性防御任务。三菱重工的提案中包括 16 单元 Mk.41，但由于需要进一步研究其上安装导弹的要求，因此在2018年建造的两艘战舰上并未安装Mk41垂发，而是在未来进行安装。2020财年的预算请求包括为2018财年至2025财年计划船舶的12艘船购买VLS FMS的费用，但并未纳入政府预算法案，甚至对于2020财年计划船舶也配备了VLS。 随后，2021财年补充预算包括2021财年两艘船的VLS购置费用，2020财年预算包括其余10艘船的VLS购置费用。 不过，由于当时全球范围内半导体短缺，后来才安装在计划于 2021 年建造的船舶上。 VLS仅配备07型垂直发射鱼雷火箭，没有携带防空导弹的计划。

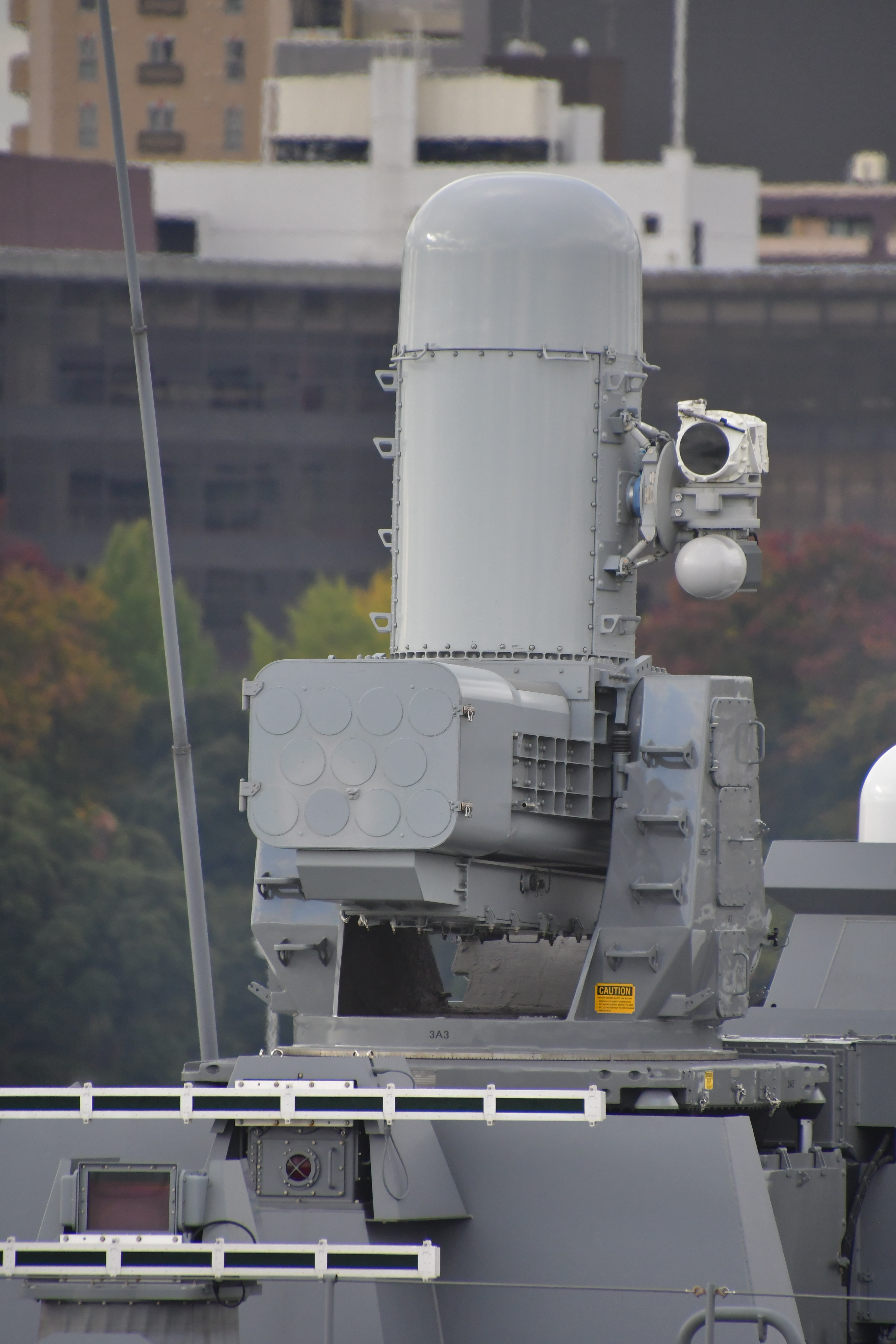
海公羊（SeaRAM）武器系统
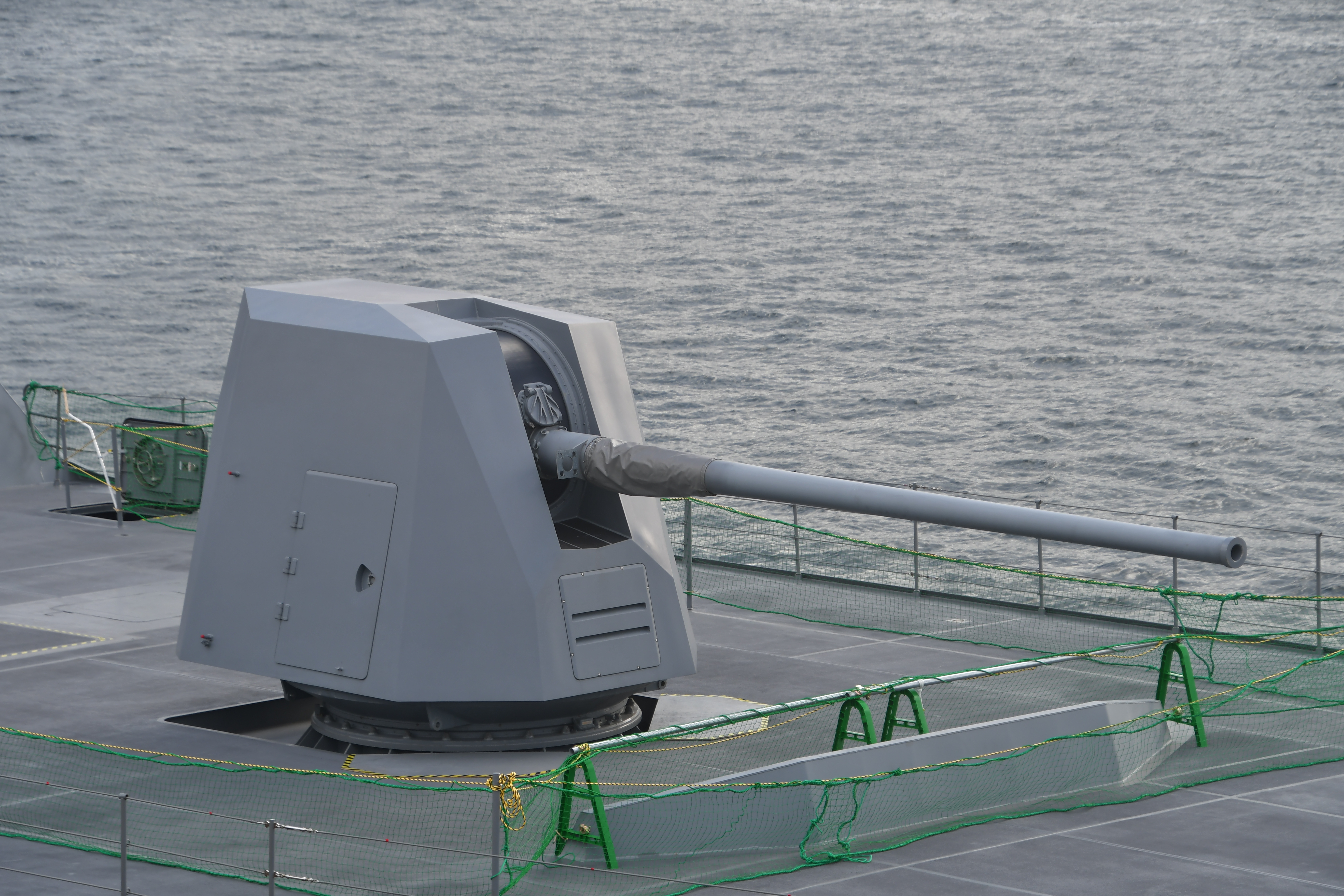
62倍徑5英寸舰炮（Mk 45舰炮）
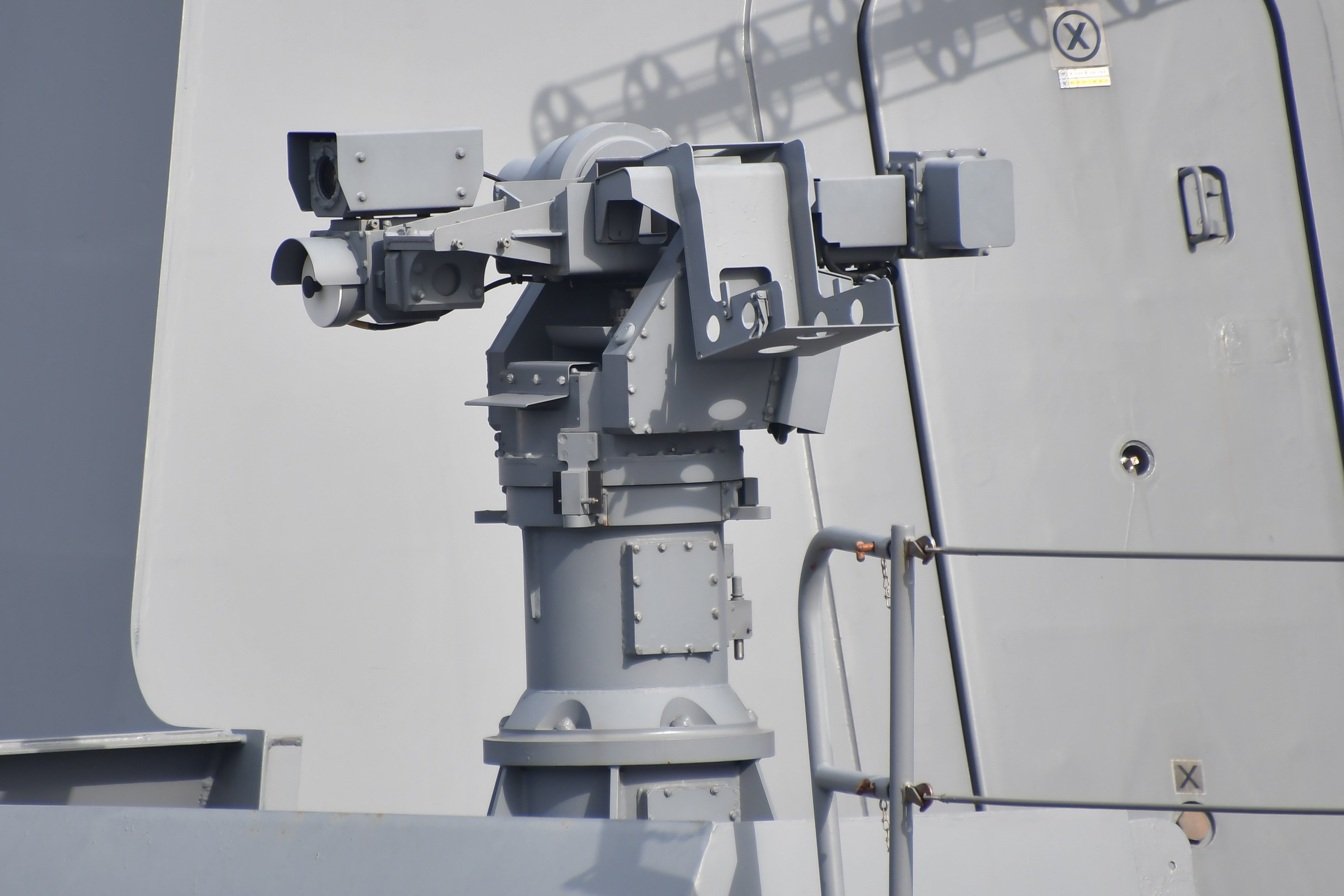
水面舰艇用机枪（遥控型）

### 反潜作战
反潜侦搜系统采用的是OQQ-25，它一种水面舰艇用的声纳系统，是基于“可变深度声纳系统（双/多静态）”的设计，可以在不同的深度下发射和接收声波，从而提高对潜艇的探测能力。它还可以与其他舰艇配合，使用双/多静态战术，增强反潜作战效果。

## 同级舰比較
|          |            | 新型FFM                           | 最上級護衛艦                                | 054A型导弹护卫舰                 | 054B型导弹护卫舰               | 卡洛·伯伽米尼級巡防艦_(2011年)        | 戈爾什科夫海軍元帥級巡防艦            | 31型巡防艦                   |
| -------- | ---------- | --------------------------------- | ------------------------------------------- | -------------------------------- | ------------------------------ | ------------------------------------- | ------------------------------------- | ---------------------------- |
| 船体     | 満載排水量 | 6,200 吨                          | 5,500 吨                                    | 4,100 吨                         | 5,500 吨                       | 6,700 吨                              | 5,400 吨                              | 5,700 吨                     |
| 船体     | 全長       | 142.0 米                          | 133.0 米                                    | 134.1 米                         | 150.0 米                       | 142.0 米                              | 135.0 米                              | 138.7 米                     |
| 船体     | 全宽       | 17.4 米                           | 16.3 米                                     | 16.0 米                          | 16.8 米                        | 19.4 米                               | 16.0 米                               | 未公开                       |
| 动力     | 方式       | CODAG                             | CODAG                                       | CODAD                            | CODAD                          | CODLAG                                | CODAG                                 | CODAD                        |
| 动力     | 功率       | 未知                              | 70,000 匹马力                               | 27,800 匹马力                    | 39,050 匹马力                  | 43,500 匹马力                         | 55,000 匹马力                         | 未公开                       |
| 动力     | 速度       | 30 节                             | 30 节                                       | 27 节                            | 28 节                          | 27 节                                 | 29-30 节                              | 28 节                        |
| 武器装备 | 火炮       | 62倍徑5英寸（Mk 45 mod4）舰炮 × 1 | 62倍徑5英寸（Mk 45 mod4）舰炮 × 1           | 76毫米舰炮 × 1                   | 100毫米舰炮 × 1                | 64倍徑127毫米舰炮 × 1                 | A-192 130mm舰炮 × 1                   | 博福斯57毫米速射炮 × 1       |
| 武器装备 | 火炮       | 62倍徑5英寸（Mk 45 mod4）舰炮 × 1 | 62倍徑5英寸（Mk 45 mod4）舰炮 × 1           | 76毫米舰炮 × 1                   | 100毫米舰炮 × 1                | 奥托梅莱拉76毫米舰炮 × 1              | A-192 130mm舰炮 × 1                   | 博福斯70式40毫米口径机炮 × 1 |
| 武器装备 | 火炮       | 未知                              | 水面舰艇用机枪（遥控型） × 2                | 1130舰炮×2                       | 1130舰炮×1                     | 80倍徑25mm機炮×2                      | 匕首近迫武器系統×2                    | 7.62mm机关枪×8挺             |
| 武器装备 | 导弹       | Mk.41 VLS×32联装                  | Mk.41 VLS×16联装 （07型垂直发射鱼雷掷弹筒） | VLS×32联装 （HQ-16）             | VLS×32联装 （HQ-16FE）         | Sylver垂發×16联装 （阿斯特导弹15/30） | 3K96 VLS×32联装 （9M96E2-1/E、9M110） | VLS×32联装 （MK41）          |
| 武器装备 | 导弹       | SeaRAM 11联装×1                   | SeaRAM 11联装×1                             | VLS×32联装 （HQ-16）             | 24联装红旗-10                  | Sylver垂發×16联装 （阿斯特导弹15/30） | 3K96 VLS×32联装 （9M96E2-1/E、9M110） | VLS×32联装 （MK41）          |
| 武器装备 | 导弹       | 17式反舰导弹 4联装×2              | 17式反舰导弹 4联装×2                        | 鹰击83 4联装×2                   | 鹰击83 4联装×2                 | 奥托玛特（导弹） 4联装×4              | 3S14_UKSK×16联装 （P-800、3M-54）     | Mk.41 VLS （巡航导弹・SSM）  |
| 武器装备 | 水雷       | 324mm3联装魚雷管×2                | 324mm3联装魚雷管×2                          | 3200A型6管反潜火箭深弹发射装置×2 | 3联装7424型324毫米鱼雷发射器×2 | ―                                     | ―                                     | ―                            |
| 艦載機   | 艦載機     | SH-60K×1                          | SH-60K×1                                    | 直-9 / 卡-28×1                   | 直-20F×1                       | NFH90×1                               | 卡-27×1                               | AW159野貓直昇機 / AW101×1    |
| 同型艦数 | 同型艦数   | 23艘预订                          | 8艘/12艘预订 （3艘舾装中、1艘计划中）       | 40艘/50艘预订                    | 2艘/6艘预订                    | 11艘/9艘预订                          | 3艘 / 15艘预订 （5艘建造中）          | 10艘预订 （2艘建造中）       |

1. ↑  1番艦向けエンジン製造時の損傷により、進水・就役は2番艦が先行することになり[20]、令和2年（2020年）11月19日、2番艦が進水して「くまの」と命名された[21]。令和3年（2021年）3月3日、1番艦の進水式が行われ、「もがみ」と命名された[22]。
2. ↑  一般来说，不与主轴直接连接的大型船用柴油机的输出轴转速约为 400-1,000 rpm，而燃气涡轮发动机的输出轴转速约为 4,000-10,000 rpm[20]
3. ↑  信息处理设备OYQ-1 2SE已与三菱电机签订2018年集中采购合同。[31]。
4. ↑  2009年3月から2018年3月まで、元自衛艦隊司令官である山崎海将の主宰のもと、海上自衛隊OBおよび民間企業技術者によって「ASW勉強会」および「A-SAM勉強会」が催されており、むらさめ型（03DD）の後継となるDDXにおいては、国産CEC（J-CEC）およびP-1哨戒機を発展させた艦隊作戦支援（FOS）機の情報に基づいて、新艦対空誘導弾・艦対艦誘導弾を用いた攻勢的防御を担うことが提唱されている[37]。
5. ↑  反潜型装备了通用型火炮，用一门76毫米火炮和两门62倍徑76毫米单管火炮取代了127毫米火炮。
6. ↑  后来装备到8号船。
7. ↑  通用型设备，Teseo 和 Milas 各两套反潜型设备
8. ↑  日后安装的设备
9. ↑  海上自衛隊共12艘預定中，澳洲皇家海軍共11艘預定中。
10. ↑  意大利海军共9艘/3艘預定中艘通用型和反潜型，埃及海军有2艘通用型，印尼海軍訂購6艘。

## 同型艦
| 舷號   | 艦名                      | 建造船廠                            | 開工           | 下水           | 服役           | 所屬                              |
| ------ | ------------------------- | ----------------------------------- | -------------- | -------------- | -------------- | --------------------------------- |
| FFM-1  | 最上（もがみ）            | 三菱重工長崎造船廠                  | 2019年10月29日 | 2021年3月3日   | 2022年4月28日  | 護衛艦隊第11護衛隊 （横須賀基地)  |
| FFM-2  | 熊野（くまの）            | 三井重工玉野造船廠→三菱重工海事系統 | 2019年10月30日 | 2020年11月19日 | 2022年3月22日  | 護衛艦隊第11護衛隊 （横須賀基地)  |
| FFM-3  | 能代（のしろ）            | 三菱重工長崎造船廠                  | 2020年7月15日  | 2021年6月22日  | 2022年12月15日 | 護衛艦隊第13護衛隊 （佐世保基地） |
| FFM-4  | 三隈（みくま）            | 三菱重工長崎造船廠                  | 2020年7月15日  | 2021年12月10日 | 2023年3月7日   | 護衛艦隊第13護衛隊 （佐世保基地） |
| FFM-5  | 矢作（やはぎ）            | 三菱重工長崎造船廠                  | 2021年6月24日  | 2022年6月23日  | 2024年5月21日  | 護衛艦隊第14護衛隊 （舞鶴基地）   |
| FFM-6  | 阿賀野（あがの）          | 三菱重工長崎造船廠                  | 2021年6月24日  | 2022年12月21日 | 2024年6月20日  | 護衛艦隊第14護衛隊 （舞鶴基地）   |
| FFM-7  | 仁淀（によど）            | 三菱重工長崎造船廠                  | 2022年6月30日  | 2023年9月26日  | 2025年5月21日  | 護衛艦隊第12護衛隊（吳基地）      |
| FFM-8  | 湧別（ゆうべつ）          | 三菱重工海事系統                    | 2022年8月30日  | 2023年11月14日 | 2025年6月19日  | 護衛艦隊第15護衛隊（大湊基地）    |
| FFM-9  | 名取（なとり）            | 三菱重工長崎造船廠                  | 2023年7月6日   | 2024年6月24日  | 2026年3月予定  |                                   |
| FFM-10 | 長良（ながら）            | 三菱重工長崎造船廠                  | 2023年7月6日   | 2024年12月19日 | 2026年3月予定  |                                   |
| FFM-11 | 龍田（たつた）            | 三菱重工長崎造船廠                  | 2024年7月3日   | 2025年7月2日   | 2027年3月予定  |                                   |
| FFM-12 | 令和5年度計畫艦 （05FFM） | 三菱重工長崎造船廠                  | 2024年7月3日   |                | 2027年3月予定  |                                   |

## 現時及未來用戶
- 日本
  - 海上自衛隊[1]

### 日本周圍國家同類型艦艇
- 康定級巡防艦 中華民國
- 仁川級巡防艦 大韓民國
- 大邱級巡防艦 大韓民國
- 忠南級巡防艦 大韓民國
- FFX-4型巡防艦 大韓民國
- 054型護衛艦 中华人民共和国
- 054A型護衛艦 中华人民共和国
- 054B型護衛艦 中华人民共和国

## 資料來源
1. 1 2   (PDF). 2018-12-31. （原始内容存档 (PDF)于2022-03-03）.
2. ↑  . Yahoo Japan ニュース. 2020-11-29  [2020-11-29]. （原始内容存档于2021-01-16） （日语）.
3. ↑  防衛装備庁取得プログラムの分析及び評価の概要（新艦艇）PDF
4. ↑  高橋浩祐. . Yahoo!ニュース. 2023-03-07  [2023-03-10]. （原始内容存档于2023-03-15） （日语）.
5. ↑   (PDF). 大發柴油機製造株式會社. 2022-03-31  [2022-10-14]. （原始内容存档 (PDF)于2022-10-20）.
6. ↑  . 日本海事新聞. 2020-12-02  [2022-10-14]. （原始内容存档于2022-10-19）.
7. ↑  . mdc.   [2019-08-08]. （原始内容存档于2019-08-30） （中文）.
8. ↑  NOWnews今日新聞. . NOWnews今日新聞. 2025-08-06  [2025-08-12] （中文（臺灣））.
9. ↑  . dw.com.   [2025-08-12] （中文）.
10. ↑  岩本 2017.
11. 1 2 3 4 5 6  岡部 2018.
12. 1 2 3 4 5 6 7 8 9 10 11 12 13  内嶋 2019.
13. ↑  防衛装備庁.  (PDF). 2017-08-09  [2019-06-14]. （原始内容存档 (PDF)于2023-04-04）.
14. ↑  防衛省.  (PDF). 2017-08-31  [2019-06-14]. （原始内容存档 (PDF)于2023-08-31）.
15. ↑  三菱重工業. . 2018-11-01  [2018-11-17]. （原始内容存档于2020-03-28）.
16. ↑  三井E&Sホールディングス.  (新闻稿). 2018-11-01  [2018-11-17]. （原始内容存档于2023-04-05）.
17. ↑  .   [2024-01-10]. （原始内容存档于2024-01-19）.
18. ↑  防衛省.  (PDF) (报告). 2018  [2024-01-10]. （原始内容存档 (PDF)于2023-03-25）.
19. ↑  . 海上自衛新聞 (第2610号). 2018年4月6日: 1.
20. 1 2 3 4 5  内嶋 2022.
21. ↑  高橋浩祐. . Yahoo!ニュース. 2020年11月19日  [2020-11-19]. （原始内容存档于2023-09-29）.
22. ↑  高橋浩祐. . Yahoo!ニュース. 2021-03-03  [2021-03-03]. （原始内容存档于2023-11-07）.
23. ↑  高橋浩祐. . Yahoo!ニュース. 2021-12-10  [2021-12-10]. （原始内容存档于2023-10-09）.
24. ↑  . 海上自衛新聞 (第2610号). 2018年4月6日: 1.
25. ↑  防衛装備庁.  (PDF). 2017-08-09  [2019-06-14]. （原始内容存档 (PDF)于2023-04-04）.
26. 1 2 3 4 5 6 7 8 9  海人社 2018.
27. 1 2 3  池田 2019.
28. 1 2 3 4 5  徳丸 2022.
29. 1 2  川崎重工業 2022，第179-180頁.
30. 1 2  内嶋 2018.
31. ↑  平成30年度 月別契約情報／随意契約（基準以上）契約日:2018年9月28日
32. ↑   (トレーラー). 防衛省 防衛装備庁公式チャンネル（ATLA Official Channel). 2022-06-16  [2022-06-16]. （原始内容存档于2024-01-24）.
33. ↑  防衛装備庁.  (PDF). 2017-08-09  [2019-06-14]. （原始内容存档 (PDF)于2023-04-04）.
34. ↑  海人社 2019.
35. ↑  . TOKYO D&A REVIEW DEFENCE&AEROSPACE.   [2018-12-03]. （原始内容存档于2019-11-21）.
36. ↑  山崎 2016.
37. ↑  山崎 2019.
38. ↑   (PDF). 防衛省. 2019-08-30  [2020-01-09]. （原始内容存档 (PDF)于2023-04-04）.
39. ↑  予算等の概要 （页面存档备份，存于）防衛省
40. ↑  海人社 2020.
41. ↑  . 乗りものニュース. 2023-11-25  [2023-12-02]. （原始内容存档于2023-12-04） （日语）.
42. ↑  . 乗りものニュース. 2023-11-22  [2023-12-03]. （原始内容存档于2023-12-04） （日语）.
43. ↑  防衛省.  (PDF).   [2019-06-15]. 原始内容存档于2017-03-22.
44. ↑  . 乗りものニュース. 2023-11-22  [2023-12-04].
45. ↑  防衛装備庁. . 防衛省.   [2022-06-24]. （原始内容存档于2019-07-03）.
46. ↑  平成30年度計画護衛艦の命名式・進水式について （页面存档备份，存于）2021年2月24日 海上幕僚監部
47. ↑  李忠衛. . 公民新聞. 2021-03-04  [2021-03-04]. （原始内容存档于2021-04-22）.
48. ↑  .   [2019-08-07]. （原始内容存档于2019-07-03）.
49. ↑  護衛艦「もがみ」の引渡式・自衛艦旗授与式について  （页面存档备份，存于）2022年4月21日 海上幕僚監部
50. ↑  . 乗りものニュース. 2022-04-28  [2022-04-28]. （原始内容存档于2022-06-22）.
51. ↑  三菱重工業. . 三菱重工業. 2021-09-28  [2022-06-24]. （原始内容存档于2022-06-24）.
52. ↑   (PDF). 中国四国防衛局.   [2020-03-03]. （原始内容存档 (PDF)于2020-03-03）.
53. ↑  海上幕僚監部.  (PDF). 防衛省・自衛隊. 海上自衛隊.   [2020-11-19]. （原始内容存档 (PDF)于2020-11-29）.
54. ↑  李忠衛. . 公民新聞. 2020-11-19  [2020-11-19]. （原始内容存档于2020-12-12）.
55. ↑  護衛艦「くまの」の引渡式・自衛艦旗授与式について （页面存档备份，存于）2022年3月18日 海上幕僚監部
56. ↑  高橋浩祐. . Yahoo!ニュース. 2022-03-22  [2022-03-22]. （原始内容存档于2022-06-23）.
57. ↑  . 乗りものニュース. 2022-03-22  [2022-03-22]. （原始内容存档于2022-06-21）.
58. ↑  令和元年度計画護衛艦の命名式・進水式について （页面存档备份，存于）2021年6月15日 海上幕僚監部
59. ↑  共同社. .  共同社. 2021-06-22  [2021-06-22]. （原始内容存档于2021-06-28）.
60. ↑  . 三菱重工.   [2023-03-10]. （原始内容存档于2023-03-10） （日语）.
61. ↑  . 讀賣新聞線上版（日语：読売新聞オンライン） (讀賣新聞東京本社（日语：読売新聞社東京本社）). 2021-06-23  [2021-06-23]. （原始内容存档于2021-11-09）. 総工費は、１２月に進水予定の４番艦と合わせて約９５１億円。
62. ↑  高橋浩祐. . Yahoo. 2021-12-10  [2021-12-10]. （原始内容存档于2021-12-10）.
63. ↑  丘學陞. . 青年日報 (中華民國國防部). 2023-03-09  [2023-03-10]. （原始内容存档于2023-03-10） （中文（臺灣））.
64. ↑  海上幕僚監部.  (PDF). 防衛省・自衛隊. 海上自衛隊.   [2022-06-18]. （原始内容 (PDF)存档于2022-06-16）.
65. ↑  高橋浩祐. . Yahoo!ニュース.   [2022-06-23]. （原始内容存档于2022-06-24）.
66. ↑  賴名倫. . 青年日報. 中華民國國防部青年日報社.   [2024-06-08]. （原始内容存档于2024-06-08） （中文（臺灣））.
67. ↑  海上幕僚監部.  (PDF). 防衛省・自衛隊. 自衛隊.   [2022-12-21]. （原始内容存档 (PDF)于2023-01-28）.
68. ↑  乗りものニュース. . 乗りものニュース.   [2022-12-21]. （原始内容存档于2022-12-31）.
69. 1 2   (PDF). 防衛省. 九州防衛局.   [2022-10-14]. （原始内容存档 (PDF)于2022-08-23）.
70. ↑  . NHK.   [2023-09-26]. （原始内容存档于2023-10-05）.
71. ↑   (PDF).   [2025-05-21]. （原始内容存档 (PDF)于2025-05-14）.
72. ↑   (PDF). 中国四国防衛局 広報誌「ちゅうごくしこく」58号. 中国四国防衛局. 2022-12-23  [2022-12-23]. （原始内容存档 (PDF)于2023-02-23）.
73. ↑   (PDF) (新闻稿). 海上幕僚監部. 2023-11-07  [2023-11-07]. （原始内容存档 (PDF)于2023-11-07）.